# Tachenko
Tachenko és un grup de pop independent, procedent de Saragossa, Espanya. La banda sorgeix de les cendres d'un altre grup de pop independent saragossà, El Niño Gusano.

## Membres
- Andrés Perruca - Bateria
- Sergio Vinadé - Guitarra i veu
- Sebas Puente - Guitarra i veu
- Ricardo Vicente - Teclats, guitarra i veu
- Miguel Irureta - Baix i veu

## Discografia

### Àlbums
- Nieves y rescates - 2004
- Las jugadas imposibles - 2006
- Esta vida pide otra - 2008

### Singles
- Amable - 2004
- El tiempo en los Urales - 2005